# Batarà de Castelnau
El batarà de Castelnau (Thamnophilus cryptoleucus) és una espècie d'ocell de la família dels tamnofílids (Thamnophilidae).

## Hàbitat i distribució
Viu a les illes fluvials i boscos de les terres baixes fins als 300 m a l'extrem sud-est de Colòmbia, nord-est d'Equador, nord-est de Perú i oest amazònic del Brasil.